# Anna Wladimirowna Blinkowa
Anna Wladimirowna Blinkowa (russisch Анна Владимировна Блинкова, englische Schreibweise Anna Blinkova; * 10. September 1998 in Moskau) ist eine russische Tennisspielerin.

## Karriere
Blinkowa machte bereits als Juniorin auf sich aufmerksam, als sie 2015 ins Finale der Juniorinnenkonkurrenz von Wimbledon einzog, das sie gegen Sofja Schuk mit 5:7 und 4:6 verlor. Dennoch rückte sie im Anschluss in der Juniorinnen-Tennisweltrangliste auf Platz drei nach vorne. Zudem konnte sie 2014 gemeinsam mit Fanni Stollar und 2015 an der Seite von Jewgenija Lewaschowa den Doppelwettbewerb des renommierten Juniorenturniers Abierto Juvenil Mexicano für sich entscheiden. Ihr größter Erfolg jedoch war der Sieg bei den ITF Junior Masters 2016 in Chengdu, bei denen sie sich im Endspiel gegen Katie Swan in drei engen Sätzen durchsetzte.
2015 begann Blinkowa, erste Turniere auf der ITF Women’s World Tennis Tour zu spielen, 2016 gewann sie ihren ersten Profititel. Ihren Einstand auf der WTA-Tour gab sie im gleichen Jahr in Rabat, wo sie mit einer Wildcard an den Start gehen durfte, in der ersten Runde aber gegen Timea Bacsinszky ausschied. Nachdem sie im August ihren ersten Titel bei einem ITF-Turnier der $25.000-Kategorie errang, erhielt sie für den Kremlin Cup 2016 in Moskau eine weitere Wildcard, dieses Mal für die Qualifikation, und kam nach einem Auftaktsieg gegen Anastasija Sevastova auf Anhieb in die zweite Runde, in der sie aber verletzungsbedingt nicht mehr antreten konnte.
Im Jahr darauf trat sie bei den Australian Open erstmals bei einem Grand-Slam-Turnier der Damen an. Nach drei Erfolgen in der Qualifikation, errang sie in der ersten Runde gegen Monica Niculescu ihren ersten Sieg in einem Hauptfeld, bevor sie an Karolína Plíšková in der zweiten Runde chancenlos scheiterte. Auch in London und New York konnte sie sich jeweils fürs Hauptfeld qualifizieren, verlor dort aber in der ersten Runde. 2018 überraschte Blinkowa mit dem Einzug in die dritte Runde von Doha, in der sie erst von Caroline Garcia gestoppt werden konnte. Im Anschluss gewann sie in Croissy-Beaubourg ein ITF-Turnier der $50.000-Kategorie und errang in Rabat an der Seite von Raluca Olaru ihren ersten WTA-Doppeltitel. Im selben Jahr überstand sie in Wimbledon erstmals die zweite Runde und wurde Ende 2018 erstmals in den Top 100 der Weltrangliste geführt.
Nach einem durchwachsenen Start ins Jahr 2019, erreichte sie in Trnava bei einem Turnier der $100.000-Kategorie das Endspiel und anschließend als Qualifikantin die dritte Runde bei den French Open, wo sie sich Madison Keys geschlagen geben musste. Im September konnte sie bei einem Turnier der WTA Challenger Series in New Haven nach einem Endspielerfolg über Usue Maitane Arconada ihren bis dahin größten Titelgewinn feiern. Gegen Ende der Saison erreichte sie in Guangzhou ihr erstes WTA-Halbfinale, in dem sie der späteren Siegerin Sofia Kenin unterlag; einen Monat später stand sie in Luxemburg erneut in einem Halbfinale, wo sie von Jeļena Ostapenko geschlagen wurde. Zu Beginn der Saison 2020 konnte sie gegen Belinda Bencic ihren ersten Sieg gegen eine Top-10-Spielerin feiern und erzielte mit Rang 54 ihre bislang beste Weltranglistenplatzierung.
2017 kam Blinkowa im Viertelfinale gegen Taiwan zu ihrem Debüt für die russische Fed-Cup-Mannschaft. Seitdem hat sie für ihr Land drei Partien im Einzel und Doppel bestritten, von denen sie eine gewinnen konnte (Einzelbilanz 0:1).

## Turniersiege

### Einzel
| Nr. | Datum             | Turnier             | Kategorie      | Belag             | Finalgegnerin              | Ergebnis       |
| --- | ----------------- | ------------------- | -------------- | ----------------- | -------------------------- | -------------- |
| 1.  | 17. Januar 2016   | Stuttgart-Stammheim | ITF $10.000    | Hartplatz (Halle) | Valentini Grammatikopoulou | 7:64, 2:6, 6:2 |
| 2.  | 21. August 2016   | Westende            | ITF $25.000    | Hartplatz         | Valentini Grammatikopoulou | 7:5, 6:2       |
| 3.  | 31. März 2018     | Croissy-Beaubourg   | ITF $10.000    | Hartplatz (Halle) | Karolína Muchová           | ohne Spiel     |
| 4.  | 8. September 2019 | New Haven           | WTA Challenger | Hartplatz         | Usue Maitane Arconada      | 6:4, 6:2       |
| 5.  | 16. Oktober 2022  | Cluj-Napoca         | WTA 250        | Hartplatz (Halle) | Jasmine Paolini            | 6:2, 3:6, 6:2  |
| 6.  | 20. Oktober 2024  | Macon               | ITF W100       | Hartplatz         | Ann Li                     | 2:6, 6:2, 7:64 |

### Doppel
| Nr. | Datum              | Turnier             | Kategorie         | Belag             | Partnerin               | Finalgegnerinnen                      | Ergebnis          |
| --- | ------------------ | ------------------- | ----------------- | ----------------- | ----------------------- | ------------------------------------- | ----------------- |
| 1.  | 22. Februar 2015   | Port El-Kantaoui    | ITF $10.000       | Hartplatz         | Tessah Andrianjafitrimo | Arabela Fernández Rabener Eva Wacanno | 6:4, 6:0          |
| 2.  | 17. Januar 2016    | Stuttgart-Stammheim | ITF $10.000       | Hartplatz (Halle) | Marija Marfutina        | Laura Schaeder Anna Zaja              | 0:6, 6:4, [10:8]  |
| 3.  | 23. Dezember 2016  | Ankara              | ITF $50.000       | Hartplatz (Halle) | Lidsija Marosawa        | Sabina Sharipova Jekaterina Jaschina  | 4:6, 6:3, [11:9]  |
| 4.  | 24. Juni 2017      | Ilkley              | ITF $100.000      | Rasen             | Alla Kudrjawzewa        | Paula Kania Maryna Zanevska           | 6:1, 6:4          |
| 5.  | 22. September 2017 | Sankt Petersburg    | ITF $100.000      | Hartplatz (Halle) | Weronika Kudermetowa    | Belinda Bencic Michaela Hončová       | 6:3, 6:1          |
| 6.  | 10. März 2018      | Zhuhai              | ITF $60.000       | Hartplatz         | Lesley Kerkhove         | Nao Hibino Danka Kovinić              | 7:5, 6:4          |
| 7.  | 4. Mai 2018        | Rabat               | WTA International | Sand              | Raluca Olaru            | Georgina García Pérez Fanny Stollár   | 6:4, 6:4          |
| 8.  | 28. Oktober 2018   | Poitiers            | ITF $80.000       | Hartplatz (Halle) | Alexandra Panowa        | Viktorija Golubic Arantxa Rus         | 6:1, 6:1          |
| 9.  | 4. Mai 2019        | Wiesbaden           | ITF $60.000       | Sand              | Yanina Wickmayer        | Jaimee Fourlis Kathinka von Deichmann | 6:3, 4:6, [10:3]  |
| 10. | 11. Mai 2019       | Cagnes-sur-Mer      | ITF $80.000       | Sand              | Xenia Knoll             | Beatriz Haddad Maia Luisa Stefani     | 4:6, 6:2, [14:12] |
| 11. | 18. Mai 2019       | Trnava              | ITF $100.000      | Sand              | Xenia Knoll             | Cornelia Lister Renata Voráčová       | 7:5, 7:5          |
| 12. | 7. September 2019  | New Haven           | WTA Challenger    | Hartplatz         | Oksana Kalaschnikowa    | Usue Maitane Arconada Jamie Loeb      | 6:2, 4:6, [10:4]  |
| 13. | 20. August 2022    | Bronx               | ITF W60           | Hartplatz         | Simona Waltert          | Han Na-lae Hiroko Kuwata              | 6:3, 6:3          |
| 14. | 14. September 2024 | Monastir            | WTA 250           | Hartplatz         | Mayar Sherif            | Alina Kornejewa Anastassija Sacharowa | 2:6, 6:1, [10:8]  |
| 15. | 2. März 2025       | Austin              | WTA 250           | Hartplatz         | Yuan Yue                | McCartney Kessler Zhang Shuai         | 3:6, 6:1, [10:4]  |

## Abschneiden bei Grand-Slam-Turnieren

### Einzel
| Turnier         | 2017 | 2018 | 2019 | 2020 | 2021 | 2022 | 2023 | 2024 | 2025 | Karriere |
| --------------- | ---- | ---- | ---- | ---- | ---- | ---- | ---- | ---- | ---- | -------- |
| Australian Open | 2    | 1    | 1    | 2    | 1    | Q1   | 1    | 3    | 2    | 3        |
| French Open     | Q3   | Q2   | 3    | 1    | 1    | Q1   | 3    | 2    | 1    | 3        |
| Wimbledon       | 1    | 2    | Q3   |      | 2    | —    | 3    | 1    | 1    | 3        |
| US Open         | 1    | 1    | 1    | 1    | 1    | Q2   | 1    | 1    |      | 1        |

Zeichenerklärung: S = Turniersieg; F, HF, VF, AF = Einzug ins Finale / Halbfinale / Viertelfinale / Achtelfinale; 1, 2, 3 = Ausscheiden in der 1. / 2. / 3. Hauptrunde; Q1, Q2, Q3 = Ausscheiden in der 1. / 2. / 3. Qualifikationsrunde; nicht ausgetragen

### Doppel
| Turnier         | 2018 | 2019 | 2020 | 2021 | 2022 | 2023 | 2024 | 2025 | Karriere |
| --------------- | ---- | ---- | ---- | ---- | ---- | ---- | ---- | ---- | -------- |
| Australian Open | —    | —    | 1    | 1    | 1    | 1    | 2    | 2    | 2        |
| French Open     | 1    | —    | 1    | 1    | 1    | 1    | 2    | 1    | 2        |
| Wimbledon       | 1    | AF   |      | 2    | —    | 1    | 2    | 1    | AF       |
| US Open         | —    | 1    | HF   | —    | —    | 1    | 1    |      | HF       |